# Arcalod
De Arcalod (ook Mont Arcalod) is een berg in Savoie (Frankrijk). De berg vormt met 2217 meter hoogte het hoogste punt van het Baugesmassief, deel van de Franse Vooralpen.
De Arcalod is een ultraprominente berg en de vierde meest prominente in de Franse Alpen. Het hoogteverschil met Viuz bij Faverges bedraagt 1713 meter.
De oostelijke zijde van de berg is relatief gemakkelijk te beklimmen voor een gewaarschuwd bergwandelaar vanuit Nant-Forchu in de gemeente École. Er is wel een risico op steenval bij regenval.
Een ervaren bergwandelaar kan de traverse van de magnifieke noordgraat proberen. Hierbij vertrekt men vanaf de brug bij Leyat in de gemeente Jarsy en stijgt men via de col de Chérel naar de Col du Curtillet. Vanaf daar wordt het parcours 'luchtiger' waarbij enkele rotsen overwonnen moeten worden. Men volgt de graat eerder links (oostzijde) dan rechts; voor de top klimt men op de graat zelf. De afdaling gaat best via de oostflank.
De beklimming van de bergtop is in de winter daarentegen enkel weggelegd voor expert-skiërs.